# キリスト教倫理
キリスト教倫理（キリストきょうりんり）は、キリスト教における倫理。キリスト教道徳とも言う。
人間はどう生きるのか、何をするのかという問題、すなわち「人間が取るべき立場」に対する問いは昔から提起されて来た。そしてこの問いに対する答えも古今東西の様々な立場から提示されたが、キリスト教倫理もこの問いに対する一つの答と言える。
それではキリスト教倫理はどのような立場に立って人間が取るべき道理を提示しているのか。まずそれは信仰を前提としているという点に根本的な特徴の一つがあるとみることが出来る。すなわち一般的理性の立場に立った様々な倫理とは異なり、神の啓示に対する信仰を直接的な前提とした倫理と言える。したがってそれは理性を問題にしてはいるが、常に神の啓示に照らされた理性の立場に立って人間の現実を把握し反省しようとする。さらに言えば、人間の思考に支配的な地位を与えず、人間の思考を神の啓示に服従させる。換言すれば、神の啓示の媒介体としての『聖書』の中で「人間が取るべき立場」の根本的な様々な規範を探していくところにキリスト教倫理の特質を垣間見ることが出来る。『聖書』の中にはイエスの「山上の垂訓」を始めとする様々な教説が神の恩恵であると同時に神の要求（戒律）として明示されている。
これらの教説はキリスト教倫理の中核をなすものであり、さらにこれはイエスによる2つの愛の要求に凝集されていくことが分かる。「心をつくし、精神をつくし、思いをつくして、主なるあなたの神を愛せよ」と「自分を愛するようにあなたの隣り人を愛せよ」というのがそれである。しかしキリスト教倫理はその具体的な生き方や倫理の表現においては必ずしも常に同じではない。それは個々の社会的・歴史的状況の中では決断（神への応答）として、当然と言わざるをえないがその倫理の具体性と多様性が常に変わらないことを根本としている点にもキリスト教倫理の特質があると言える。すなわちキリスト教徒は現実の状況での決断において常に変わらぬイエス・キリストを介した神の啓示に立ち返ることが出来るため、これによって常に自身の罪と過ちを反省し、悔悛することを要請されていると言える。